# 고르너 빙하
고르너 빙하(Gornergletscher)는 스위스 발레주의 체르마트에서 가까운 몬테로사 대산괴의 서쪽에서 발견되는 계곡 빙하이다. 길이는 약 12.4km(2014년), 너비는 1~1.5km이다. 고르너 빙하와 관련된 빙하의 전체 빙하 연도는 83k㎡(1999)로, 알레치 빙하 시스템 다음으로 알프스에서 두 번째로 큰 빙하 시스템이다. 그러나 길이는 각각 알레치 빙하와 피셔 빙하에 이어 3위에 불과하다. 수많은 작은 빙하가 고르너 빙하와 연결된다. 그 (이전) 지류는 (이 지도에서 시계 방향으로): 고르너 빙하(그 이후에 전체 시스템의 이름이 지정되었지만, 위쪽 부분은 이제 아래쪽 부분과 분리됨), 몬테로사 빙하, 그렌츠 빙하(지금은 지금까지 주요 지류 실제 고르너 빙하), 츠빌링스 빙하, 슈바르체 빙하, 브라이트호른 빙하, 트리프트지 빙하 및 하부 브라이트호른 빙하(마지막 세 개는 실제로 현재 연결이 끊긴 상태이지만).
중앙의 몬테로사 대산괴와 남쪽의 리스캄 사이의 글렌츠 빙하(영어: Border Glacier)는 오늘날 훨씬 더 낮은 고르너 빙하의 주요 지류이다. 고르너 빙하의 상부는 하부와 거의 분리되어 있다. 또한 이전 지류인 브라이트호른 빙하, 트리프트지 빙하 및 하부 테오둘 빙하는 지난 세기 동안 고르너 빙하와의 연결이 끊어졌다. 하부 테오둘 빙하는 1980년대에 연결이 끊어졌다.
이 빙하의 흥미로운 특징은 고르너 호수와 글렌츠 빙하의 합류 지역에 있는 얼음 호수인 고르너제이다. 이 호수는 매년 채워지고 여름에 배수되며, 일반적으로 빙하 호수 폭발 홍수로 발생한다. 이것은 이러한 종류의 행동을 나타내는 알프스의 몇 안되는 빙하 호수 중 하나이다.
커다란 표면 바위가 빙하 표면 위에 좌초되어 있는 ‘탁상’ 형태와 크레바스를 비롯한 여러 흥미로운 표면 특징이 있는 파이도 있다. 이 표 모양의 암석은 바위가 녹지 않도록 보호한 얼음으로 지지되어 주변 얼음이 더 많이 노출된다.
빙하에 대한 방대한 정보로 인해 빙하 프로젝트에 적합하다.
체르마트 자체를 통해 흐르는 고르네라강의 발원지이다. 그러나 대부분의 물은 Grande Dixence 수력발전소의 집수장으로 모여든다. 이 물은 Grande Dixence의 주요 저수지인 Lac des Dix로 이어진다.
체르마트에서 고르너그라트 철도로 연결된 고르너그라트(3,100m)에서 빙하와 주변 산을 볼 수 있다.

## 후퇴
알프스의 다른 거의 모든 빙하와 마찬가지로 지구온난화로 인해 고르너 빙하도 상당히 극적인 방식으로 후퇴하는 빙하이다. 오늘날(2014) 고르너 빙하는 매년 약 30m 후퇴하지만 2008년에는 290m의 기록적인 손실을 기록했다. 마지막 주요 확장 이후(현대 시대, 마지막 빙하기 이후) 1859년에 2,500m 이상의 거리를 잃었다.
오늘날(2015년경) 교육을 받지 못한 방문자가 일반적으로 고르너 빙하의 주요 지류를 위쪽 부분인 글렌츠 빙하(Border Glacier)로 오인하기 때문에 이것이 매우 분명해진다. 그러나 상부 고르너 빙하는 전통적으로 북쪽에서 발견된다. 그 이유는 고르너 빙하의 상부가 현재 하부와 연결이 끊기고 있으며, 이제 글렌츠 빙하가 훨씬 더 큰 지류가 되었기 때문이다. 따라서 글렌츠 빙하를 상부 고르너 빙하와 일치시키지 않는 것이 쉽다.
그러나 다음 비교가 인상적으로 보여주듯이 초기에는 그렇지 않았다.

## 같이 보기
- 스위스 알프스